# Минстермајфелд
Минстермајфелд (њем. Münstermaifeld) град је у њемачкој савезној држави Рајна-Палатинат. Једно је од 86 општинских средишта округа Мајен-Кобленц. Према процјени из 2010. у граду је живјело 3.480 становника. Посједује регионалну шифру (AGS) 7137501.

## Географски и демографски подаци
Минстермајфелд се налази у савезној држави Рајна-Палатинат у округу Мајен-Кобленц. Град се налази на надморској висини од 271 метра. Површина општине износи 27,8 km². У самом граду је, према процјени из 2010. године, живјело 3.480 становника. Просјечна густина становништва износи 125 становника/km².

## Међународна сарадња
| Мјесто | Држава    | Врста сарадње | Од    |
| ------ | --------- | ------------- | ----- |
|        | Француска | пријатељство  | 1963. |
| Извор  |           |               |       |